# 沈朝煥
沈朝煥（1558年—1616年），字伯含，號太玄，又號綠笠翁、黄鹤山農，浙江仁和縣泉漳（今屬杭州市临平区塘棲鎮）人。明朝政治人物，萬曆壬辰進士，官至福建參議。

## 生平
萬曆十三年（1585年）浙江乙酉科鄉試第十名舉人。萬曆二十年（1592年），登二甲第五十七名進士。刑部觀政，以祖母唐孺人年老，請歸侍養。數年後祖母去世，服除後，萬曆二十五年（1597年）授工部都水司主事，本年八月与吏部主事钱养廉主考山東乡试，拔取趙秉忠等人。二十六年升员外郎，管理荆州钞关。二十七年改兵部武选司员外郎，陈戎政四事，二十九年遷职方员外、武选郎中，三十三年三月考察降调。三十五年起补靖州知州，在任二年遷南京刑部员外郎，升郎中，四十年六月升四川按察司清軍道佥事，四十三年六月升福建右參議，四十四年考察解職歸，本年卒，年五十九。有《沈伯含集》。

## 家族
曾祖父沈天祿；祖父沈致和；父親沈楠，御史，祀陕西、江西名宦。母徐氏。子沈宗塙，崇祯十六年癸未进士。